# Gli occhiali di Cavour
Gli occhiali di Cavour è un romanzo giallo di Laura Mancinelli pubblicato da Einaudi nel 2009.
È l'ultimo della serie di romanzi con protagonista il capitano, qui oramai in pensione, Florindo Flores, scritti da Mancinelli fra il 1998 e il 2009.

## Trama
Il capitano Flores, ormai in pensione, viene coinvolto nelle ricerche sulla sparizione di un cimelio storico, gli occhiali appartenuti a Cavour. La situazione si fa via via più complicata, con l'apparizione di personaggi già apparsi nei precedenti romanzi: con questo espediente l'autrice si congeda idealmente dal protagonista e dalla serie a lui dedicata.

## Personaggi
- Florindo Flores: vive a Sassari, dove nel tempo libero ama dedicarsi alla cura dell'orto e del giardino; ama molto sua moglie, che è una cuoca provetta.
- Il signor Bensi: è il proprietario del ristorante torinese Ricetto del Conte, rinomato perché all'interno, in una teca, custodisce gli occhiali e altri cimeli appartenenti a Cavour; il suo aspetto fisico ricorda molto quello del celebre statista piemontese.
- Evaristo: è un cameriere brasiliano, originario di Rio de Janeiro, che serve i clienti del Ricetto a passo di samba.

## Edizioni
- Laura Mancinelli, Gli occhiali di Cavour, collana L'arcipelago Einaudi, Einaudi, 2009, ISBN 978-88-06-19551-9.